# Bettler

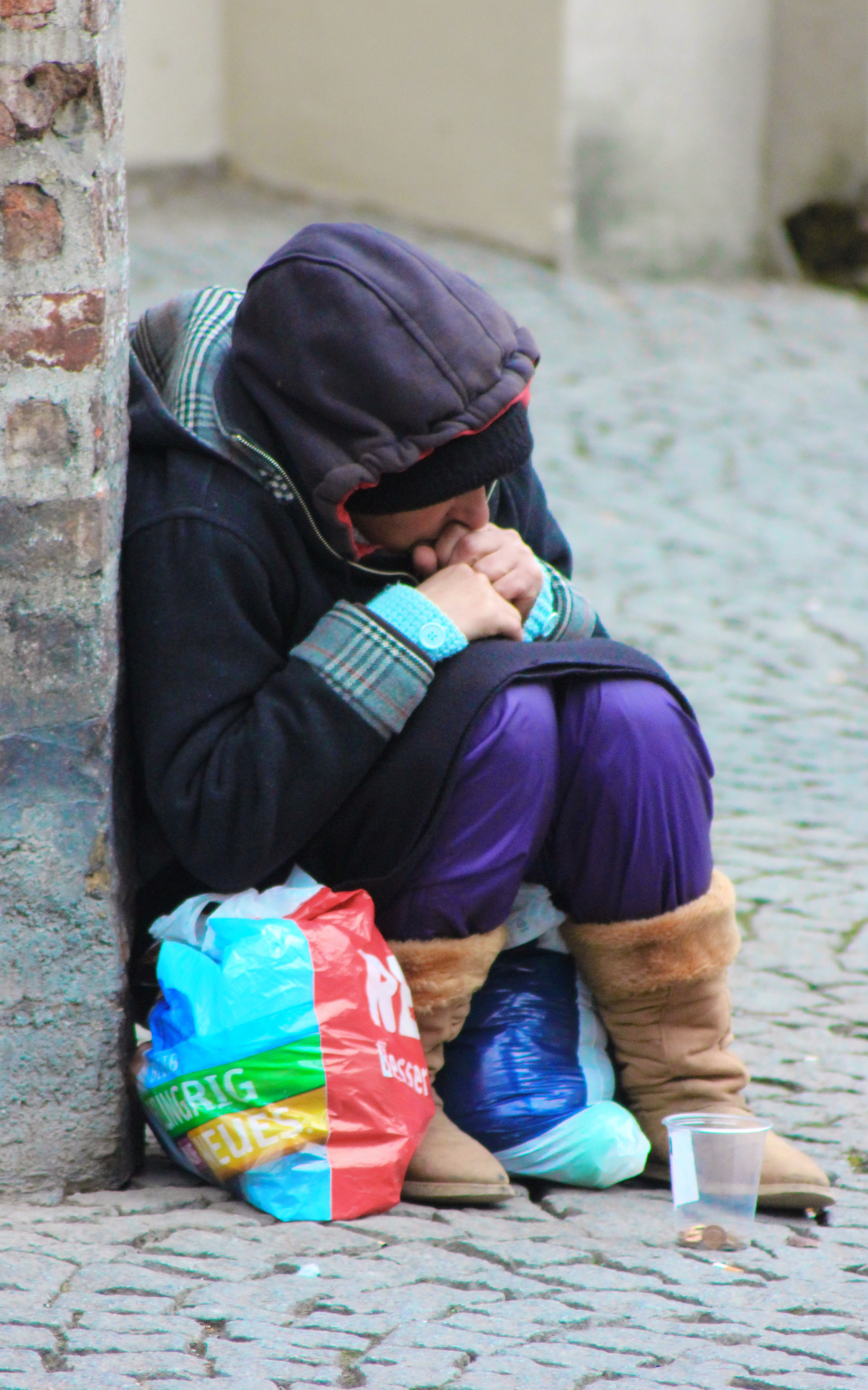
Bettlerin in München (2014)

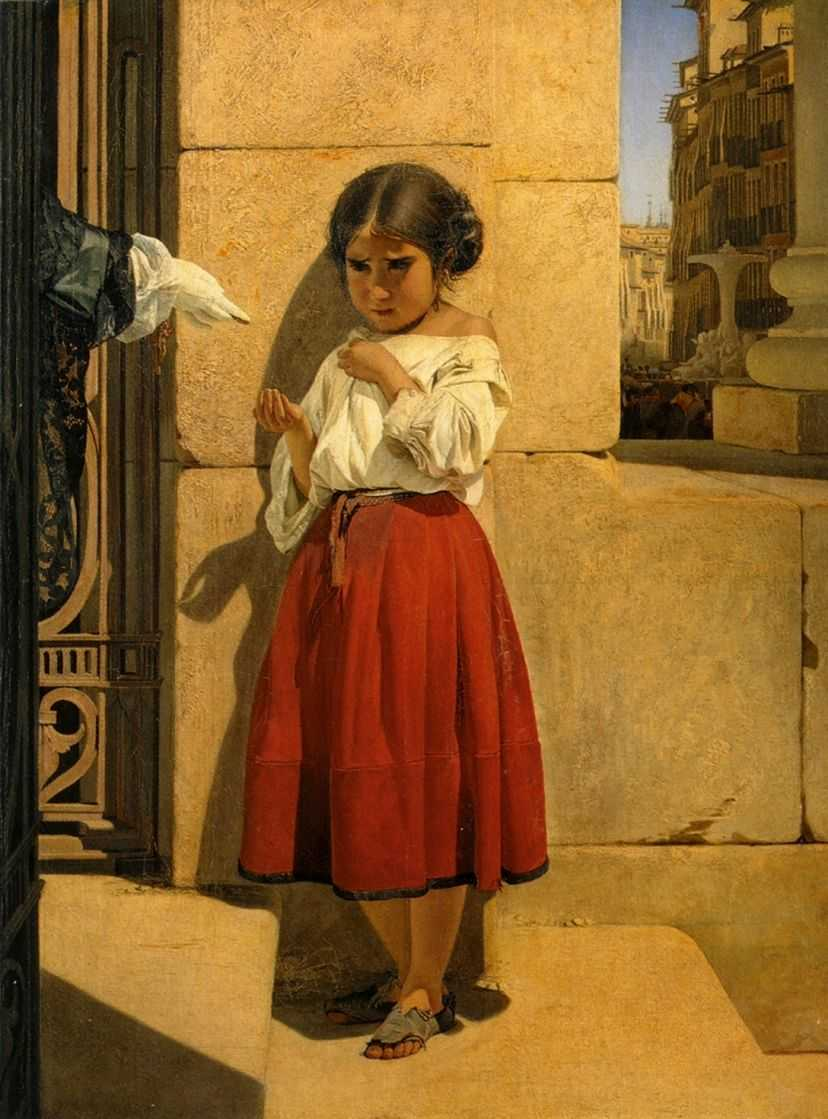
Bettelmädchen in Spanien, Malerei (1852)

Bettler sind Menschen, die ihren Lebensunterhalt ganz oder teilweise aus Almosen – milden Gaben anderer – bestreiten. Meistens wird um Geld gebettelt. Einige betteln gezielt vor religiösen Stätten, da die Gabe von Almosen in vielen Religionen als erwünscht oder sogar als Pflicht der Gläubigen betrachtet wird.
Ein Teil der Bettelnden ist zusätzlich von Obdachlosigkeit betroffen.

## Ursachen
Seit Jahrhunderten ist bereits bekannt, dass Armut oft mit Krankheit, einschließlich psychischen Erkrankungen und Suchterkrankungen (z. B. Alkoholabhängigkeit) sowie ihren sozialen und wirtschaftlichen Folgen in Zusammenhang steht. Insbesondere längere und chronische Erkrankungen sowie Folgen von Unfällen oder psychischer Traumatisierung, die mit teilweiser oder vollständiger Arbeitsunfähigkeit einhergehen, können zur Verarmung führen.
Zahlreiche Ursachen treffen sowohl auf Betteln als auch auf Obdachlosigkeit zu. Hierzu zählen: Verlust des Arbeitsplatzes, Suchterkrankungen, Überschuldung, Verlust eines geliebten Menschen durch Trennung oder Tod sowie Krankheit, Behinderung oder psychische Probleme.
Mittlerweile berichten diverse Medien darüber, was ein Leben am Rand der Gesellschaft für Einzelne, die von Betteln und/oder Flaschensammeln leben müssen, bedeutet, und stellen in Reportagen die Schicksale von Betroffenen vor.
Das Leben als Bettler bzw. Bettlerin kann auch selbst gewählt sein und hat bisweilen sogar eine eigene Würde, besonders bei Bettelorden oder Einsiedlern.

## Deutschsprachige Länder

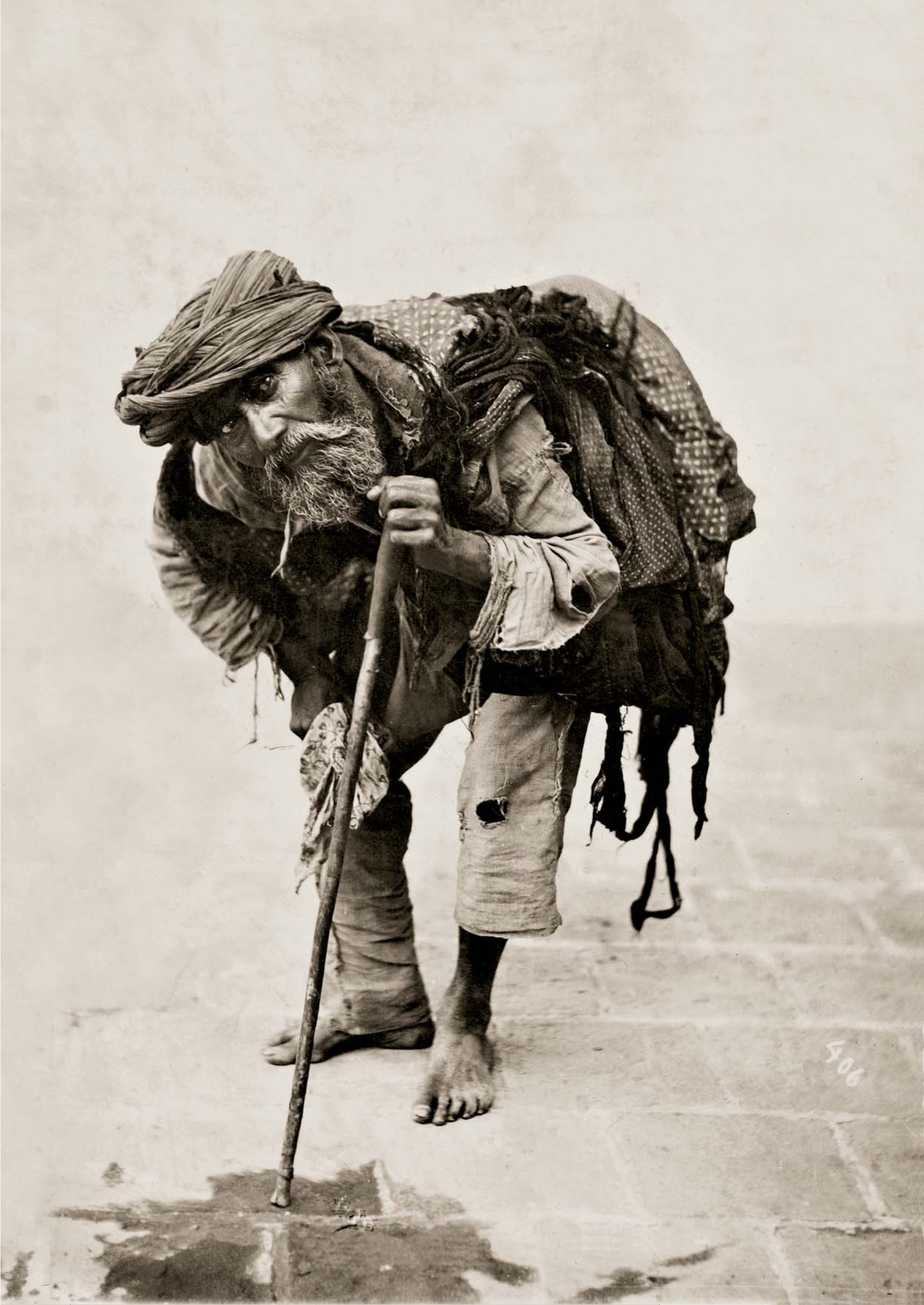
Bettler in Teheran um 1880

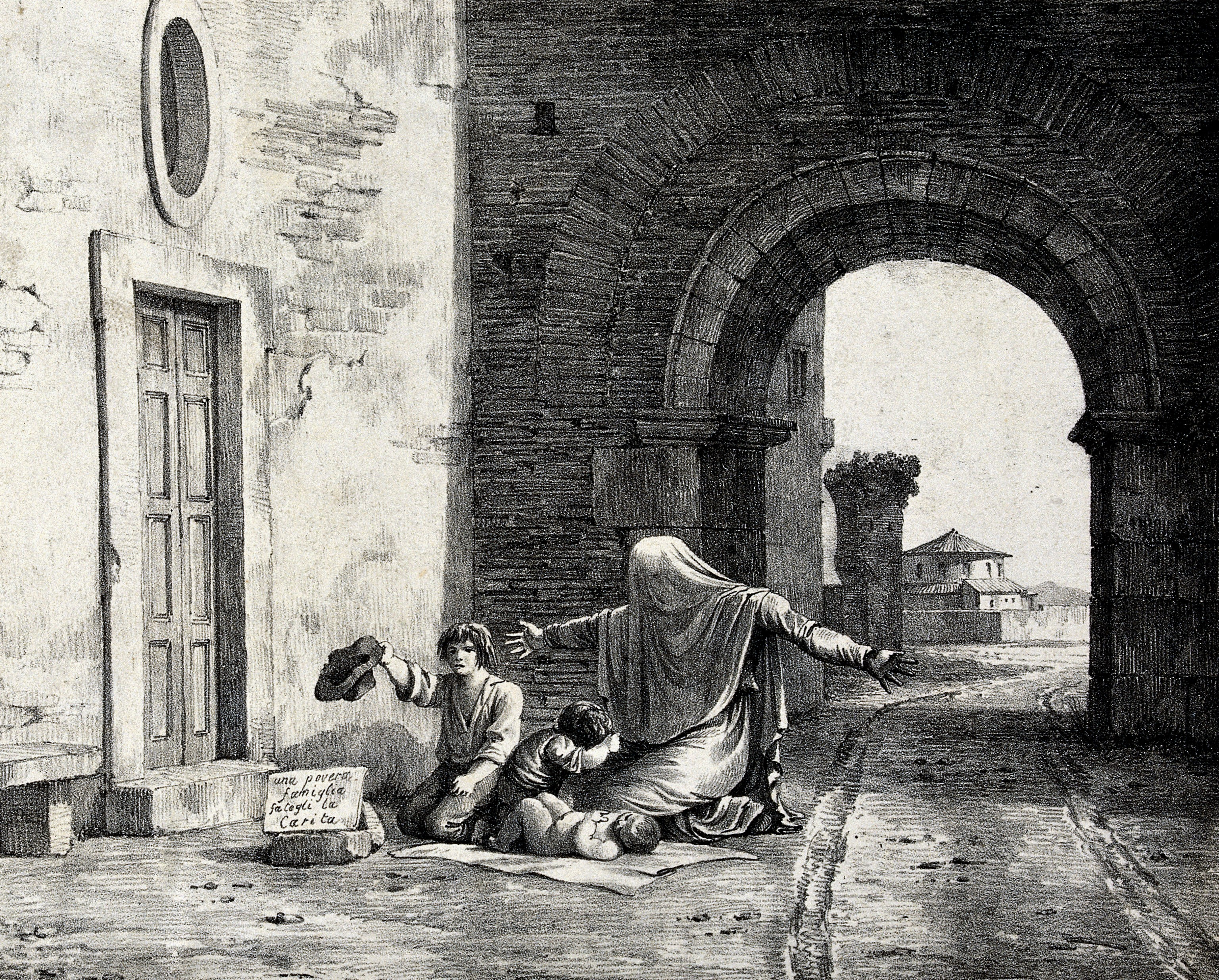
Bettlerin mit Kindern

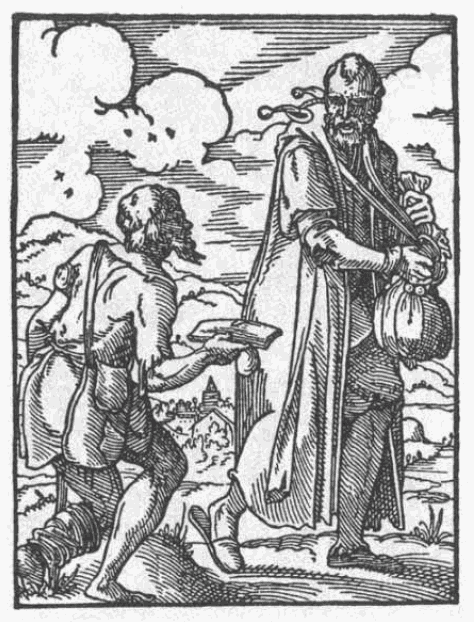
Der Geldnarr. Holzschnitt von Jost Amman, 1568

### Geschichte
In der Vormoderne war Bettelei ein wesentlich weiter verbreitetes Phänomen als in heutigen modernen Gesellschaften. Vor dem Anbruch der Moderne im ausgehenden 18. und beginnenden 19. Jahrhundert war es vermutlich eine Mehrheit der Kinder zwischen 6 und 16 Jahren, die bettelte.
Bereits im Mittelalter empfand die Obrigkeit das rasche Anwachsen der Bettelei als Gefahr für ihre Herrschaft: Man begann, durch Polizeiordnungen den „unberechtigten Bettel“ zu unterdrücken, erkannte aber andererseits bei bestimmten Personengruppen, etwa hilflosen und gebrechlichen Menschen, durch Ausstellung behördlicher Bettelbriefe ein Recht an, öffentlich um mildtätige Gaben zu bitten. Als älteste Bettlerordnung im deutschsprachigen Raum gilt die von Nürnberg aus dem Jahr 1478. In Würzburg wurde 1490 eine Bettlerordnung erlassen, nach der Betteln nur noch bei Bedürftigkeit, frommem Lebenswandel und mit Genehmigung des Oberen Rats sowie mit einem Bettelabzeichen erlaubt war. Der Reichsabschied von 1512, der Landfrieden von 1551 und die Reichspolizeiordnung von 1577 sollten der Bettelei entgegenwirken. 1520 erließ z. B. der Zürcher Stadtrat auf vorherige Empfehlung von Ulrich Zwingli eine eigene Verordnung, die sich mit der Versorgung bedürftiger Personen befasste. Ausdrückliches Ziel dieser Regelung war es, die öffentliche Bettelei zu unterbinden und stadtfremde Bettler von der Stadt fernzuhalten. Es wurden zwei Pfleger gewählt, denen die Bedürftigkeitsprüfung und die Verteilung der durch den Rat bzw. durch Stifter zur Verfügung gestellten Mittel oblag. Um die Armen „ab der gasse“ zu bringen, erfolgte eine regelmäßige Armenspeisung. Der Zugang hierzu war davon abhängig, dass der jeweils Bedürftige vorher nicht öffentlich gebettelt hatte: Die „ordnung und Artikel antreffend das almuosen“ regeln, „das hinfür aller bettel in der stadt Zürich, es sye von heimischen oder frömbden personen, abgestellt sin sölle.“ Wenn einer trotzdem bettle, solle „im das almuosen 8 Tage abgeschlagen werden.“
Weitere zahlreiche landespolizeiliche Verordnungen sollten in den deutschen Territorien das Betteln eindämmen, zumal nach dem Dreißigjährigen Krieg. Die englische Gesetzgebung bestrafte im 16. Jahrhundert Bettler und Landstreicher sogar durch Auspeitschungen und Brandmarkungen. Seit dem 17./18. Jahrhundert wurde ein Teil der Bettler auch in Arbeitshäusern untergebracht, um sie aus der Öffentlichkeit zu entfernen und ihre Arbeitskraft zu nutzen.
In der vorindustriellen Gesellschaft hatte die Armut viele Gesichter. Zum Problem der Armut und der Landstreicherei trugen mehrere Ursachen bei, die allerdings je nach Land, Region und Jahrzehnt in ihrer Bedeutung variierten. Die folgende Liste ist nicht als erschöpfende Aufzählung der Gründe gedacht; sie soll in Umrissen lediglich die wesentlichen Ursachen vorstellen, die vor dem 19. Jahrhundert eine Massenverarmung bewirkten. Die Armut war eine Lebenserfahrung zahlreicher sozialer Gruppen, auch wenn sie für die Unterschichten am ehesten existenzbedrohend werden konnte. Nicht nur Tagelöhner, Häusler und Lohnempfänger waren gefährdet, sondern auch Handwerker, Bauern und sogar der niedere Adel. Jeder konnte durch Krankheit, Unfälle, vorzeitigen Tod des Ernährers oder Partners oder Pflegebedürftigkeit verarmen und in einer Epoche, in der die soziale Sicherheit nicht garantiert wurde, waren die Folgen eines solchen Unglücks schwerer zu überwinden, was in vielen Fällen zur Verarmung oder sogar ins Elend führte.
Im Zuge der Industrialisierung rückte die Erziehung zu einer Fabrikdisziplin, ausgehend von den britischen Arbeitshäusern, immer stärker in den Vordergrund. Zum Bettelwesen für das ausgehende 19. Jahrhundert, insbesondere zum Einsatz von Kindern zur Bettelei schreibt Meyers Enzyklopädie von 1888:

„Am allerwenigsten darf der Mißbrauch der Kinder zum Zweck des Bettelns geduldet werden. Das deutsche Strafgesetzbuch bestraft Bettelei als Polizeiübertretung mit Haft (§ 361), gewohnheitsmäßige Bettler und solche, welche unter Drohungen oder mit Waffen gebettelt haben, können nach verbüßter Haft bis zu 2 Jahren in ein Arbeitshaus eingesperrt werden (§ 362). Den selbst Bettelnden sind diejenigen gleichgestellt, welche Kinder zum Betteln anleiten oder ausschicken oder die ihrer Aufsicht untergebenen, zu ihrer Hausgenossenschaft gehörigen Personen vom Betteln abzuhalten unterlassen. Bettelei unter Vorspiegelung körperlicher Gebrechen oder unter Behauptung falscher Thatsachen wird als Betrug durch die Gerichte geahndet.“

Nach der Machtübernahme der Nationalsozialisten erließ das preußische Innenministerium am 1. Juni 1933 eine Verordnung zur Unterdrückung des öffentlichen Bettelunwesens. Armut und Bedürftigkeit wurden mehr und mehr kriminalisiert.
Mit der Abschaffung des § 361 Abs. 1 Nr. 4 im Strafgesetzbuch mit Wirkung zum 2. April 1974 ist Betteln in der Bundesrepublik Deutschland grundsätzlich nicht mehr strafbar.

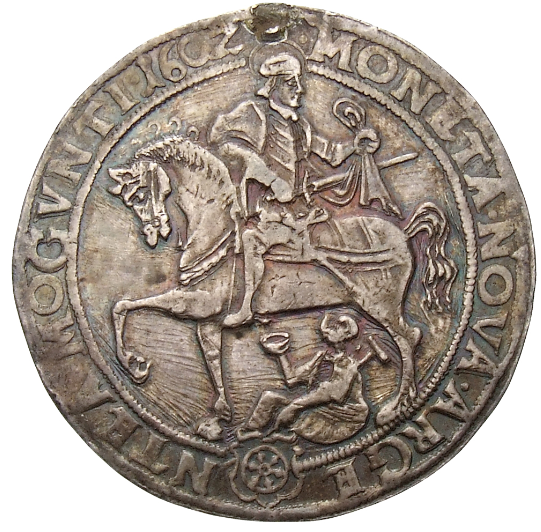
Bettlertaler von 1602, Erzbistum Mainz. Die Episode der Mantelteilung.

Aus religiöser Sicht ist die Unterstützung, Verpflegung und Beherbergung von Armen und Kranken ein Werk der Barmherzigkeit. Dabei ist Sachleistungen (Essen, warme Quartiere) der Vorzug zu geben, aus den oben genannten Bedingungen.
Die Erforschung der Genealogie der Bettler ist ein schwieriges Spezialgebiet, das sich auf oft umfangreiche Gerichts- und Polizeiakten, Steckbriefe usw. stützen kann.
Die auch heute noch gebräuchliche Benutzung der Bezeichnung Brandbrief als eine Ein- und Aufforderung zur schnellen Hilfe geht auf das als Brandbettelbrief bekannt gewordene Schriftstück zurück. Dieser Brandbettelbrief war ein Schreiben von Behörden, das sogenannten Abgebrannten, also Menschen die Hab und Gut und Haus durch einen Brand verloren hatten, zum Zwecke der Bettelei, die örtlich zum Teil streng verboten war, ausgegeben wurde. Da auch teilweise Missbrauch damit einherging, wurde mit Einführung der Feuerpflichtversicherungen die Brandbettelei abgeschafft.

### Rechtslage in Deutschland

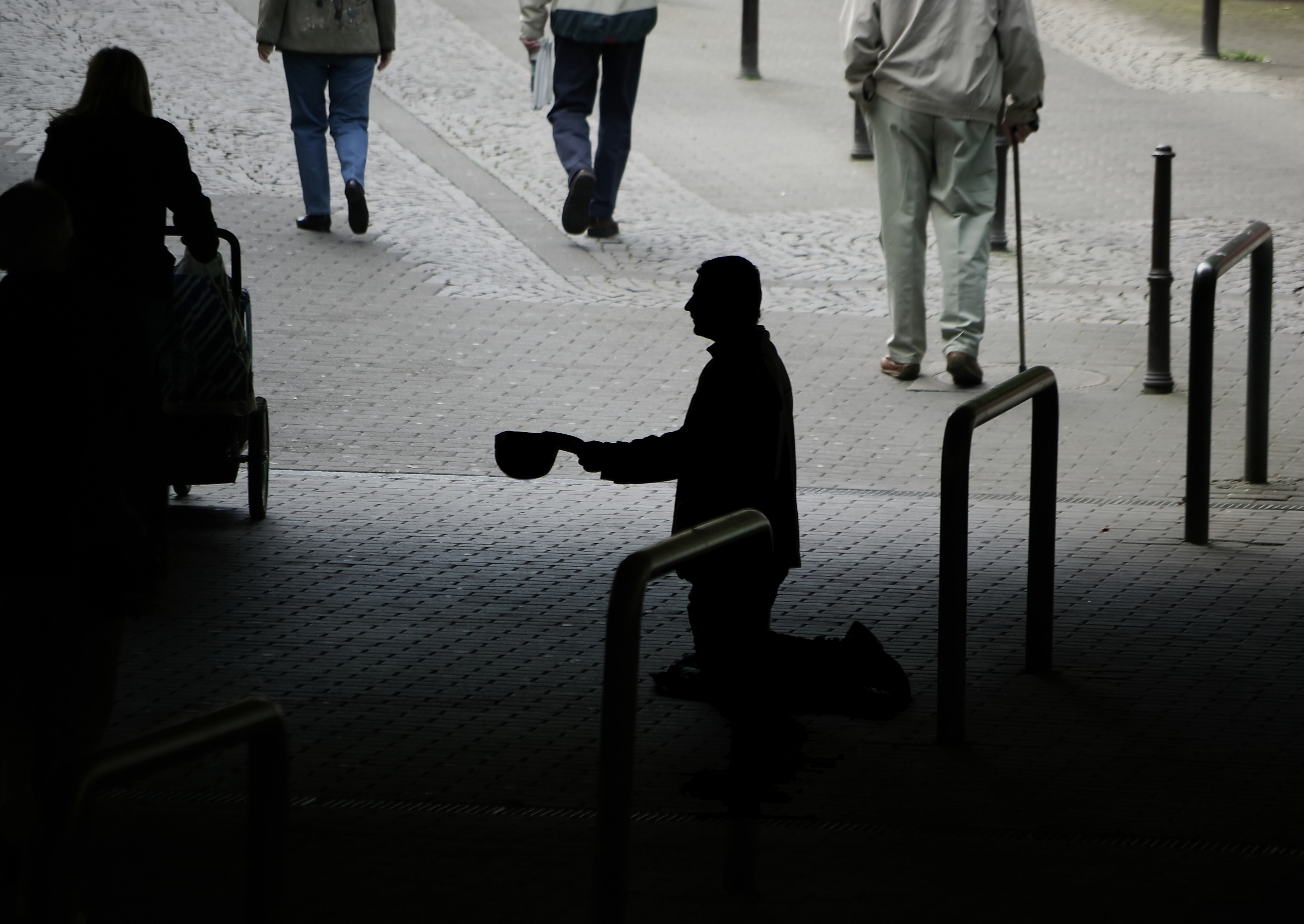
Bettler in Unna

Betteln ist in Deutschland grundsätzlich erlaubt, doch Vortäuschung falscher Verhältnisse (zum Beispiel „bin obdachlos“, „Geldbörse gestohlen“) kann einen Bettelbetrug darstellen und aufdringliches Betteln kann in Deutschland als Ordnungswidrigkeit geahndet werden. Bettler sind zum Teil obdachlos.
Betteln ist in Deutschland grundsätzlich steuerfrei, das heißt Einkünfte hieraus unterliegen nicht der Einkommensteuer. Sofern jedoch „gewerbsmäßiges Betteln“ vorliegt, können diese gegebenenfalls als Einkünfte aus Gewerbebetrieb nach § 15 EStG aufgefasst werden, wobei dies praktisch kaum nachweisbar sein dürfte.
Es gibt Berichte, etwa aus Berlin, Köln und München, wonach in dort oft als „Bettelmafia“ bezeichneten Gruppen Einwanderer aus Rumänien oder Bulgarien organisiert betteln und durch die sogenannte Bettelmafia ausgenutzt würden.
Bettina Wilhelm, Erste Bürgermeisterin von Schwäbisch Hall, stellte nach Überprüfung der Vorwürfe fest: „Die Angst mancher Haller Bürger, dass die Bettler zu organisierten kriminellen Banden gehören, ist völlig unbegründet.“
Besonders das Betteln von Kindern ist höchst umstritten, ausgehend von einer Ächtung von Kinderarbeit. Problematisch ist es vor allem dann, wenn Kindern dadurch der regelmäßige Schulbesuch vorenthalten wird.
Zahlreiche Kommunen haben ihre Regelungen in Bezug auf das Betteln seit 2016 verschärft. Verboten ist beispielsweise in Essen ab März 2017 das bandenmäßige oder organisierte Betteln, das Vortäuschen künstlerischer Darbietungen, das Betteln unter Anfassen, Festhalten oder Bedrängen von Passanten, das Betteln unter Beeinträchtigung des Verkehrs, das Betteln unter Vortäuschen von Behinderungen, Krankheiten oder Notlagen und das Betteln mithilfe von Kindern oder Tieren.
Grundsätzlich hat hier jede Stadt bzw. jede Kommune die Möglichkeit eigene Verordnungen zu erlassen. So ist z. B. in München das sogenannte Demutsbetteln oder stille Betteln – mit Ausnahme der Altstadt-Fußgängerzone und des Oktoberfestes – erlaubt. Bettler dürfen jedoch nicht durch ihr Verhalten andere Bürgerinnen und Bürger belästigen, aggressives Betteln sowie organisiertes („bandenmäßiges“) Betteln können daher als Ordnungswidrigkeit geahndet werden.

### Rechtslage in Österreich
In Österreich gelten ähnliche Regeln wie in Deutschland. Jedoch muss bei Einkünften über 624,18 € Einkommensteuer bezahlt werden. Das Betteln mit Kindern ist seit der Einführung eines entsprechenden Gesetzes im Juni 2005 strengstens untersagt und wird mit Freiheitsstrafe oder Sozialarbeitspflicht geahndet.
In Wien herrscht Bettelverbot bezüglich aggressiven, organisierten Bettelns, Bettelns unter Mitnahme unmündiger Minderjähriger und seit Juni 2010 zudem gewerbsmäßigen Bettelns, § 2 Wiener Landes-Sicherheitsgesetz. Auch andere Bundesländer haben spezielle bußgeldbewehrte Regelungen gegen das Betteln erlassen, beispielsweise das Land Salzburg.
Niederösterreich
Durch eine Änderung des Landespolizeigesetzes in Niederösterreich wird nö. Gemeinden erlaubt sektorale Bettelverbote zu verordnen.
Wiener Neustadt bereitet den Beschluss eines Bettelverbots ab 2017 vor.
Oberösterreich
In Oberösterreich ist seit 2014 organisiertes und aggressives Betteln untersagt.
In Linz gilt seit 2. Mai 2016 Bettelverbot in weiten Teilen der City.
Steiermark
Ein generelles Bettelverbot per Landesgesetz, das Mai 2011 in Kraft trat, und gegen das Pfarrer Wolfgang Pucher demonstriert hatte, wurde 2013 als verfassungswidrig aufgehoben, auch wenn es Gemeinden erlaubt hätte, Zonen mit Bettelerlaubnis festzulegen.
Vorarlberg
In Bregenz, Bludenz und Dornbirn wurden November und Dezember 2015 sektorale Bettelverbote verordnet, das Dornbirner 2016 vom Verfassungsgerichtshof bestätigt. Mit Erkenntnis vom 15. März 2017 wurde das verordnete Bettelverbot in Bregenz vom Verfassungsgerichtshof teilweise aufgehoben. Mit Entscheidung des Verfassungsgerichtshofes vom 5. Oktober 2017 wurde das verordnete Bettelverbot in Bludenz vollständig als gesetzwidrig erkannt.

### Bettelverbote

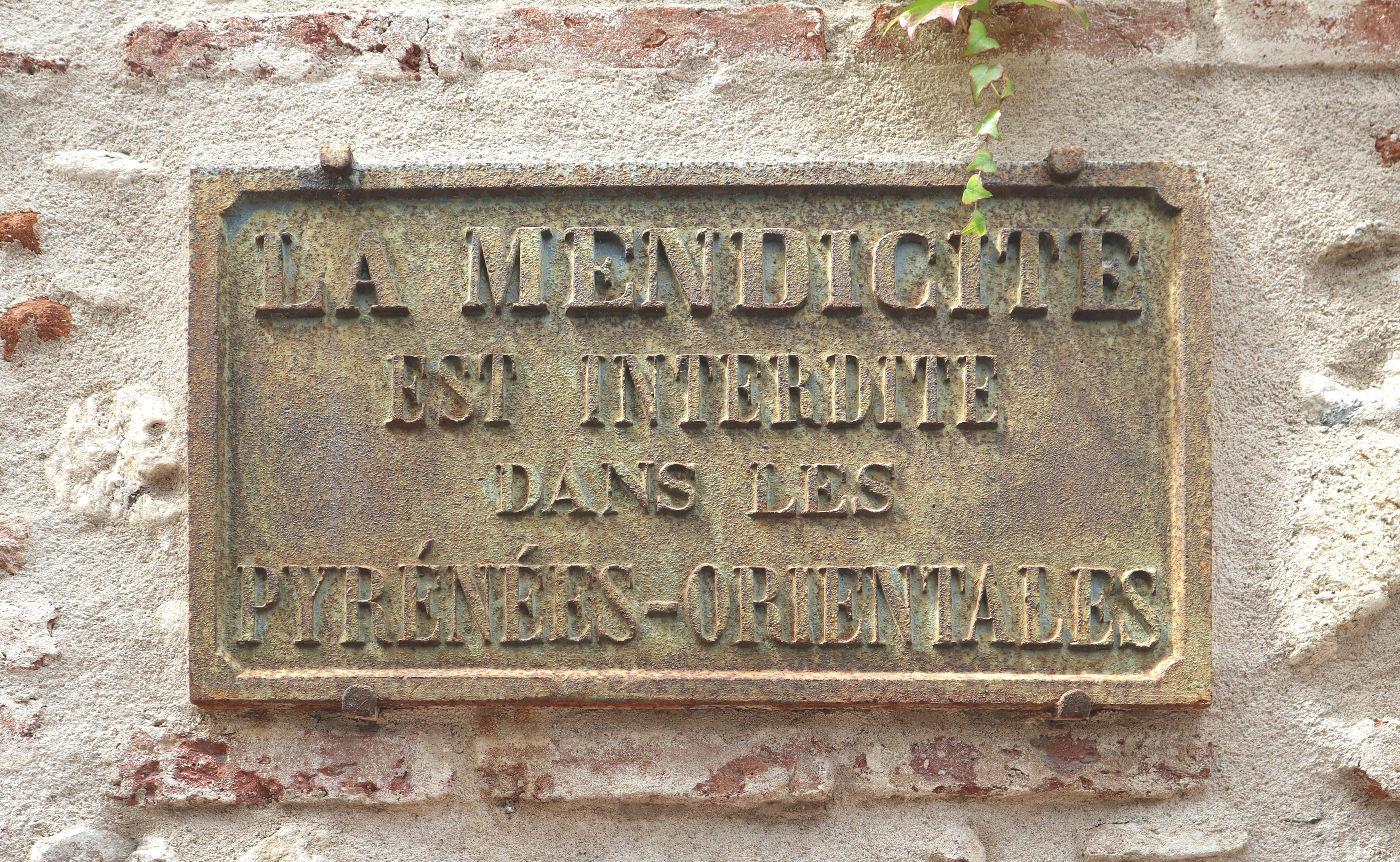
Historische Platte „Betteln verboten in den Pyrénées-Orientales“ in Alénya, Frankreich.

Es wird sowohl in Österreich als auch in Deutschland immer wieder über teilweise oder allgemeine Bettelverbote diskutiert. Befürworter argumentieren, dass die Grundsicherung durch den Staat ohnehin gesetzlich garantiert sei und das Betteln nicht zur Sicherung des Lebensunterhaltes nötig sei. Ein weiteres Argument für Bettelverbote ist, dass insbesondere Kinder durch das Betteln in ihrer Sozialisation beeinträchtigt werden. Teilweise wird argumentiert, dass durch die Bettelverbote Bettler vor Ausbeutung durch mafiöse Strukturen geschützt werden sollen.
Gegner des Bettelverbotes führen an, dass erstere Argumentation nicht für Personen geltend gemacht werden könne, die in ihren Herkunftsländern (etwa Bulgarien, Rumänien, der Slowakei u. a.) keine existenzsichernde Lohnarbeit oder staatliche Unterstützung bekommen und in Deutschland keinen Anspruch auf Sozialleistungen haben.
Satzungen oder Verordnungen auf lokaler wie auf Landesebene, die auch das nicht aggressive „stille“ Betteln verbieten wollten, sind sowohl in Deutschland wie auch in Österreich als rechtswidrig aufgehoben worden. In Österreich wurden sie als Verstoß gegen die in der Europäischen Menschenrechtskonvention verankerte Freiheit der Meinungsäußerung gewertet. Weitere Grundrechtsverstöße durch Bettelverbote, die durch Kläger, etwa in Oberösterreich, vorgebracht worden waren, lägen hingegen nicht vor.
Am 19. Januar 2021 entschied der EGMR, dass ein allgemeines Bettelverbot gegen das Recht auf Achtung des Privat- und Familienlebens aus Artikel 8 der Europäischen Menschenrechtskonvention verstößt. Grundlage war ein Fall eines Bettlers, gegen den in Genf wegen Bettelns eine Busse von 500 Franken verhängt wurde, die er wegen Zahlungsunfähigkeit als Ersatzfreiheitsstrafe im Gefängnis absitzen musste.

## Bettelei im mittelalterlichen Nahen Osten

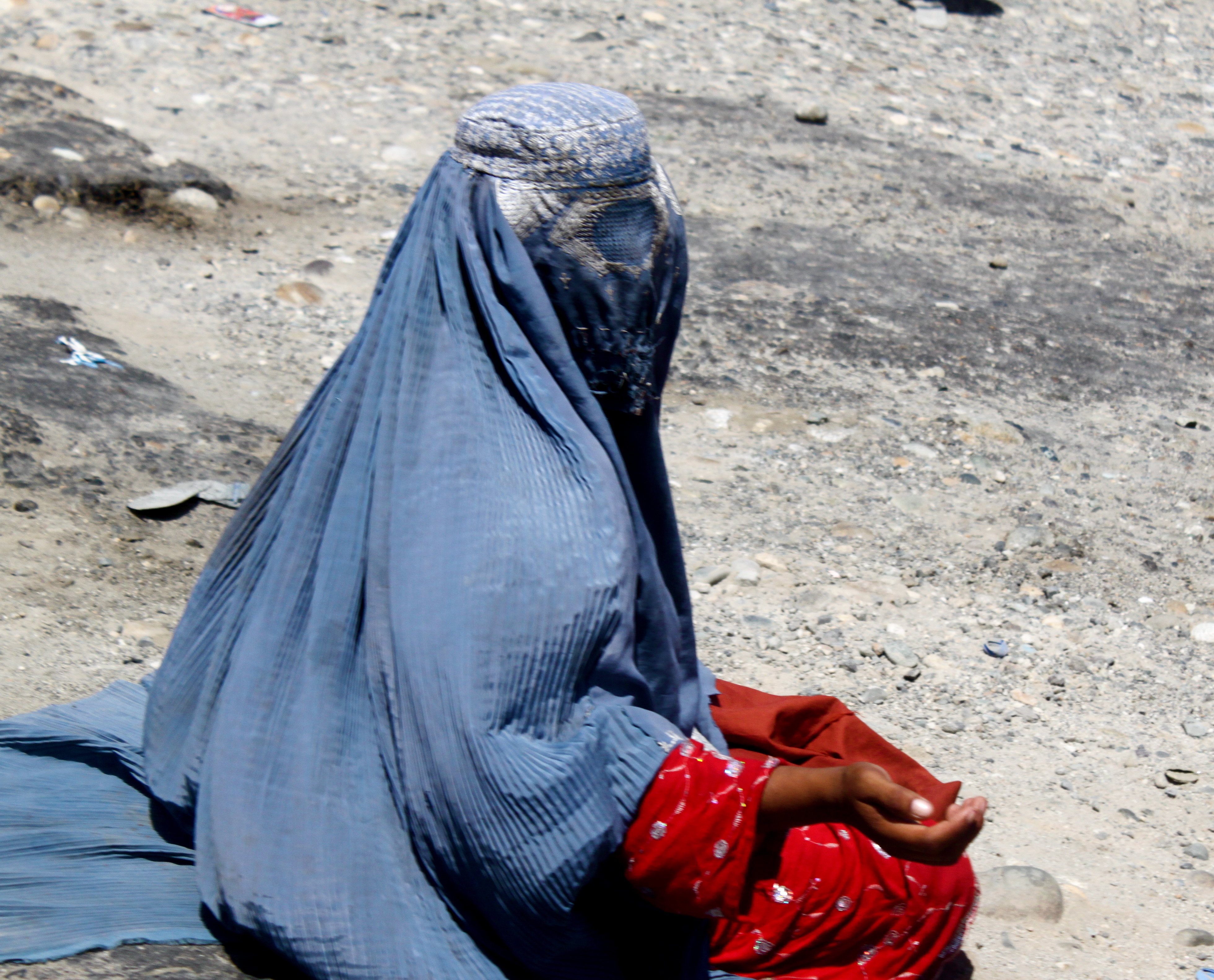
Bettlerin am Straßenrand, Afghanistan

In den islamischen Gesellschaften des Nahen Ostens wurde die zum eigenen Lebensunterhalt dienende Bettelei stets abschätzig beurteilt. In der mittelalterlichen Literatur wird Bettelei mehrfach mit eindeutig gesetzeswidrigen Verhaltensweisen wie Prostitution und im Zusammenhang mit Verlogenheit genannt. Diese Einstellung war unabhängig von der im Koran festgelegten, verpflichtenden Abgabe an Bedürftige (zakāt) und der freiwilligen Gabe (sadaqa). Eine institutionalisierte Armenfürsorge gab es nur vereinzelt und zeitlich begrenzt, stattdessen verließ sich die Obrigkeit auf die individuelle Spendenbereitschaft und die geringen Beiträge, die fromme Stiftungen (waqf) hierzu leisteten. Ohne staatliche Fürsorge und im Fall, dass eine Unterstützung aus dem Familienkreis ausblieb, wurde der Einzelne nahezu zwangsläufig in die Bettelei getrieben. Nur wenn keine andere Möglichkeit zum Einkommenserwerb blieb, konnten Bettler mit einer gesellschaftlichen Legitimierung rechnen, aus der sich für Alte und Behinderte die religiös motivierte Spendenbereitschaft ergab. Bettler gehörten zum Erscheinungsbild mittelalterlicher Moscheen, Märkte und sonstiger öffentlicher Plätze.
Neben den städtischen sesshaften Bettlern, die an den Rand der Gesellschaft gedrängt wurden, gab es nichtsesshafte Bettler, die gemäß der arabischsprachigen Bettlerliteratur ein kriminelles Milieu zusammen mit diversen Scharlatanen bildeten. Es gab Bettler, die Krankheiten, fehlende Gliedmaßen und sonstige Behinderungen vortäuschten und andere, die sich als ausgeraubte Pilger und Asketen ausgaben. Ende des 10. Jahrhunderts wurde die Bruderschaft der Banu Sasan („Söhne des Sasan“) bekannt, deren Name vielleicht auf einen legendären Scheich Sasan aus der Dynastie der Sassaniden zurückgeht. Die Banu Sasan vermittelte ihren Mitgliedern eine von der Mehrheitsgesellschaft abgegrenzte, eigenständige Identität. Die Gruppe umfasste Bettler, Wahrsager, Schlangenbeschwörer, Löwenbändiger, Amulettverkäufer, Wunderheiler, Reliquienfälscher und andere Scharlatane, darunter solche, die sich gegen Geld beauftragen ließen, stellvertretend für jemanden den Haddsch nach Mekka durchzuführen und dies nicht taten. Eines der drei arabischen Schattenspiele des Dichters Ibn Daniyal (1248–1311) handelt von den Banu Sasan. In diesem Stück verkündet der fiktive Erzähler die Selbsteinschätzung der Banu Sasan: „Wir sind die Bruderschaft der Bettler.“
Eine dritte Gruppe umfasst die Bettler aus religiösen Gründen, die mit der mystischen Bewegung des Sufismus verbunden ist. Im 12. Jahrhundert entstanden aus den individuellen Heilswegen organisierte Bruderschaften (tariqa). Die religiösen Bettler heißen auf Arabisch Fakir („arm“) und auf Türkisch Derwisch. Die Asketen stellten ihr Armutsideal der mehrheitlichen Auffassung entgegen, wonach es für jeden Muslim eine Pflicht sei, seinen Lebensunterhalt selbst zu verdienen. Eine solche Gruppe von religiösen Bettlern bildeten die im 13. Jahrhundert weit verbreiteten Qalandar. Außer durch Bettelei setzten sie sich durch Missachtung religiöser Normen und ein allgemein abweichendes Sozialverhalten bewusst von der Mehrheitsgesellschaft ab. Durch die Rasur der Kopf- und Barthaare machten sie sich erkennbar.